# Ньюстед (Нью-Йорк)
Ньюстед (англ. Newstead) — місто (англ. town) в США, в окрузі Ері штату Нью-Йорк. Населення — 8689 осіб (2020).

## Демографія
Згідно з переписом 2010 року, у місті мешкали 8594 особи в 3597 домогосподарствах у складі 2371 родини. Було 3900 помешкань
Расовий склад населення:
| - 97,0 % — білих - 1,0 % — корінних американців - 0,5 % — чорних або афроамериканців - 0,4 % — азіатів |

До двох чи більше рас належало 0,9 %. Частка іспаномовних становила 1,0 % від усіх жителів.
За віковим діапазоном населення розподілялося таким чином: 21,3 % — особи молодші 18 років, 60,9 % — особи у віці 18—64 років, 17,8 % — особи у віці 65 років та старші. Медіана віку мешканця становила 43,8 року. На 100 осіб жіночої статі у місті припадало 97,4 чоловіків;  на 100 жінок у віці від 18 років та старших — 95,3 чоловіків також старших 18 років.
Середній дохід на одне домашнє господарство  становив 75 016 доларів США (медіана — 60 387), а середній дохід на одну сім'ю — 95 354 долари (медіана — 81 921). Медіана доходів становила 51 475 доларів для чоловіків та 40 090 доларів для жінок. За межею бідності перебувало 4,0 % осіб, у тому числі 1,1 % дітей у віці до 18 років та 7,1 % осіб у віці 65 років та старших.
Цивільне працевлаштоване населення становило 4639 осіб. Основні галузі зайнятості: освіта, охорона здоров'я та соціальна допомога — 24,1 %, виробництво — 18,9 %, роздрібна торгівля — 12,1 %, мистецтво, розваги та відпочинок — 9,7 %.